# José David Ramírez
José David Ramírez García (León, Guanajuato, México, 14 de diciembre de 1995) es un futbolista mexicano. Juega como extremo y su actual equipo es el Club León de la Primera División de México.

## Trayectoria

### Club Deportivo Guadalajara
Ramírez ha pasado por todas las categorías inferiores del Rebaño, desde la sub-15, la sub-17 y la sub-20, hasta las filiales de Segunda y Tercera División.
Debutó el 23 de febrero de 2014 bajo el mando de José Luis Real entrando al minuto 75' por Giovani Hernández en el Clausura 2014.

### Club de Fútbol Pachuca
El 1 de junio de 2016, Matías Almeyda técnico del Guadalajara ya no requirió de sus servicios y fue puesto transferible, y los Tuzos del Pachuca lo anuncia como segundo refuerzo de cara al Apertura 2016 en compra definitiva.

### Celaya Fútbol Club
El 15 de diciembre fue adquirido por el conjunto dirigido por Gustavo Díaz para ser refuerzo para el torneo Clausura 2017 del Ascenso MX.

## Selección nacional

### Sub-20
El 23 de diciembre de 2014 Ramírez fue incluido en la lista preliminar de la Sub-20 de la FIFA para disputar el Mundial Sub-20 2015 realizada en Nueva Zelanda.
El 10 de enero de 2015 debutó en el Campeonato Sub-20 2015 anotando un doblete al minuto 43' y al 47 con la Sub-20 en la victoria 9-1 ante Cuba.
El 19 de enero de 2015 Ramírez anotó su tercer gol al minuto 62' en la victoria 2-1 con la Sub-20 ante El Salvador.
Ramírez fue incluido en la lista preliminar para disputar la Mundial Sub-20 2015.
Ramírez debutó en la Mundial Sub-20 2015 el 31 de mayo de 2015 en la derrota 2-0 ante Malí.

### Participaciones en selección nacional
| Copa                                | Categoría                           | Sede                                | Resultado                           | Partidos | Goles |
| ----------------------------------- | ----------------------------------- | ----------------------------------- | ----------------------------------- | -------- | ----- |
| Campeonato sub-20 2015              | Sub-20                              | Jamaica                             | Campeón                             | 5        | 3     |
| Mundial Sub-20 de 2015              | Sub-20                              | Nueva Zelanda                       | Primera fase                        | 3        | 0     |
| Total parcial en selección nacional | Total parcial en selección nacional | Total parcial en selección nacional | Total parcial en selección nacional | 8        | 3     |

## Estadísticas

### Clubes
Actualizado al último partido disputado el 24 de febrero de 2024.
| Club                           | Div.          | Temporada     | Liga  | Liga  | Copas nacionales | Copas nacionales | Copas internacionales | Copas internacionales | Total | Total |
| Club                           | Div.          | Temporada     | Part. | Goles | Part.            | Goles            | Part.                 | Goles                 | Part. | Goles |
| ------------------------------ | ------------- | ------------- | ----- | ----- | ---------------- | ---------------- | --------------------- | --------------------- | ----- | ----- |
| C. D. Guadalajara · México     | 1.ª           | 2013-14       | 10    | 0     | 3                | 0                | ―                     | ―                     | 13    | 0     |
| C. D. Guadalajara · México     | 1.ª           | 2014-15       | 8     | 0     | 7                | 0                | ―                     | ―                     | 15    | 0     |
| C. D. Guadalajara · México     | 1.ª           | 2015-16       | 20    | 1     | 8                | 0                | ―                     | ―                     | 28    | 1     |
| C. D. Guadalajara · México     | Total club    | Total club    | 38    | 1     | 18               | 0                | 0                     | 0                     | 56    |       |
| C. F. Pachuca · México         | 1.ª           | 2016-17       | 3     | 1     | 0                | 0                | 2                     | 0                     | 5     | 1     |
| C. F. Pachuca · México         | Total club    | Total club    | 3     | 1     | 0                | 0                | 2                     | 0                     | 5     | 1     |
| Celaya F. C. · México          | 2.ª           | 2016-17       | 10    | 0     | 2                | 0                | ―                     | ―                     | 12    | 0     |
| Celaya F. C. · México          | Total club    | Total club    | 10    | 0     | 2                | 0                | 0                     | 0                     | 12    | 0     |
| Correcaminos U. A. T. · México | 2.ª           | 2017-18       | 31    | 4     | 0                | 0                | ―                     | ―                     | 31    | 4     |
| Correcaminos U. A. T. · México | Total club    | Total club    | 31    | 4     | 0                | 0                | 0                     | 0                     | 31    | 4     |
| Mineros de Zacatecas · México  | 1.ª           | 2018-19       | 25    | 1     | 0                | 0                | ―                     | ―                     | 25    | 1     |
| Mineros de Zacatecas · México  | 1.ª           | 2019-20       | 15    | 2     | 0                | 0                | ―                     | ―                     | 15    | 2     |
| Mineros de Zacatecas · México  | Total club    | Total club    | 40    | 3     | 0                | 0                | 0                     | 0                     | 40    | 3     |
| Club León · México             | 1.ª           | 2020-21       | 37    | 2     | 1                | 0                | 5                     | 0                     | 43    | 2     |
| Club León · México             | 1.ª           | 2021-22       | 35    | 0     | ―                | ―                | 4                     | 0                     | 39    | 0     |
| Club León · México             | 1.ª           | 2022-23       | 2     | 0     | ―                | ―                | 0                     | 0                     | 2     | 0     |
| Club León · México             | 1.ª           | 2023-24       | 27    | 0     | ―                | ―                | 2                     | 0                     | 29    | 0     |
| Club León · México             | Total club    | Total club    | 101   | 2     | 1                | 0                | 11                    | 0                     | 113   | 2     |
| Total carrera                  | Total carrera | Total carrera | 223   | 11    | 21               | 0                | 13                    | 0                     | 257   | 11    |

## Palmarés

### Campeonatos nacionales
| Título  | Club        | País   | Año  |
| ------- | ----------- | ------ | ---- |
| Copa MX | Guadalajara | México | 2015 |
| Liga MX | León        | México | 2020 |